# برفی!
برفی (انگلیسی: Barfi!) یک فیلم کمدی درام و رمانتیک که در سال ۲۰۱۲ منتشر شد؛ که بهترین فیلم سال ۲۰۱۲ سینمای هند شناخته شد.

## خلاصه داستان
برفی (رانبیرکاپور) پسر کر ولالی است که زندگی او در سه مقطع زمانی و همچنین رابطه اش با جیل میل (پریانکا چوپرا) که مبتلا به اوتیسم است و شروتی (ایلیانا دی‌کروز) روایت می‌شود.

## جوایز
پنجاه و هشتمین دوره مراسم فیلم فیر هند، بهترین‌های خود را انتخاب و معرفی کرد. «برفی!» در این مراسم هم بهترین فیلم ۲۰۱۲ سینمای هند شناخته شد.
انتخاب «برفی!» به عنوان بهترین فیلم از سوی مراسم فیلم فیر، باعث تعجب اهل فن نشد چراکه این فیلم، قبل از این در سه مراسم مختلف سینمایی هند هم، عنوان بهترین فیلم سال سینمای این کشور آسیایی را از آن خود کرده بود.
«برفی!» که از سوی هند نامزدشرکت در رقابت‌های اسکار بهترین فیلم خارجی سال بود. فیلم فروش بالایی هم در جدول گیشه نمایش سینماهای این کشور کرد.

## بازیگران
- رانبیر کاپور
- پریانکا چوپرا
- ایلیانا دی‌کروز
- سراب شوکلا
- اشیش ویدیارتی
- جیشو سنگوپتا
- روپا گانگولی
- سومونا چاکراوارتی